# Ippolito Costa

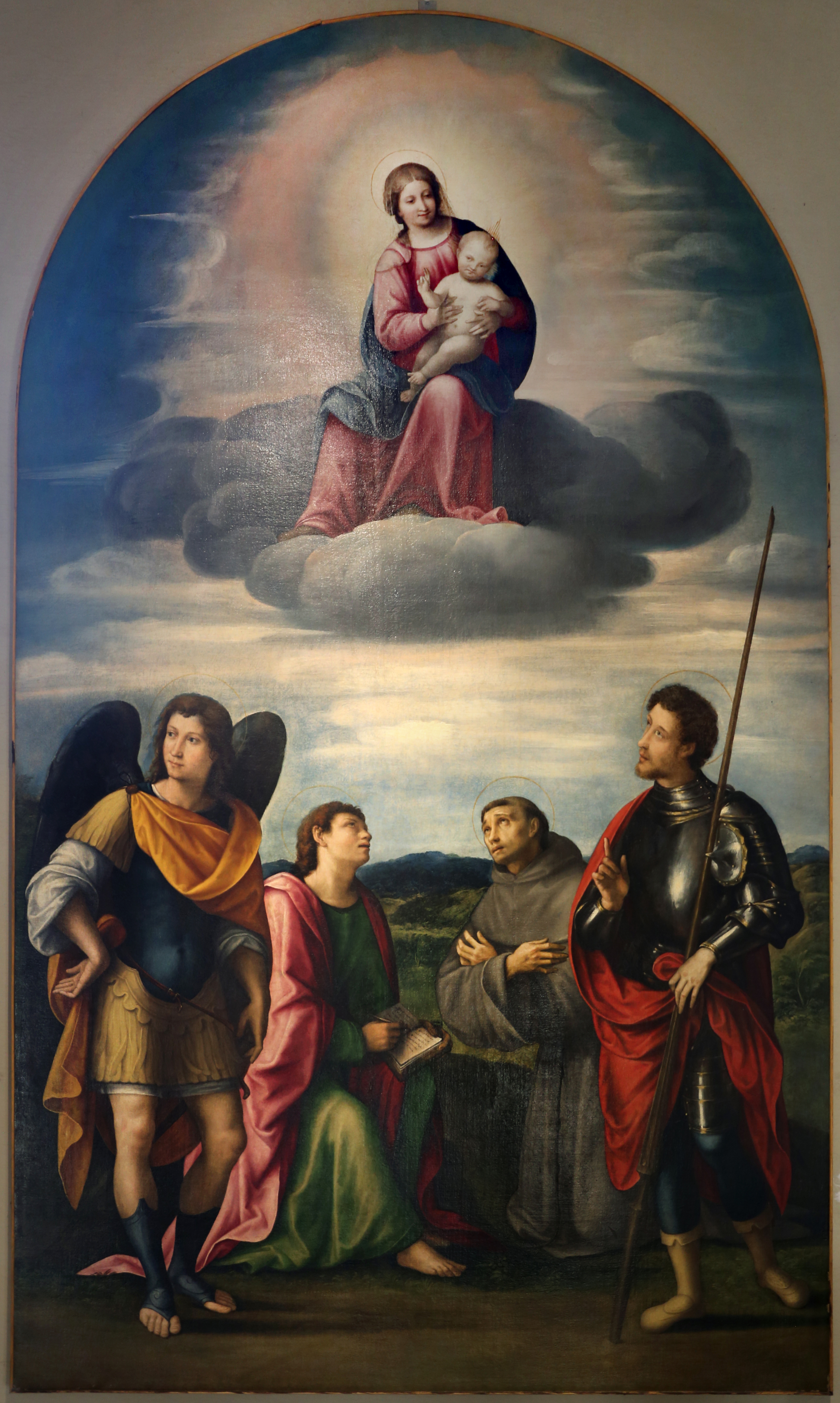
Madonna e santi, Palazzo Ducale, Mantua

Ippolito Costa (* 1506 in Bologna oder Mantua; † 8. November 1561 in Mantua) war ein italienischer Maler der Renaissance, der in Mantua tätig war.

## Leben
Ippolito war Sohn von Lorenzo Costa dem Älteren und Caterina aus Bologna. Er war Vater von Lorenzo Costa il Giovane. Er arbeitete hauptsächlich in Mantua, wo er von 1529 bis 1540 Stipendiat des Gonzaga-Hofes war, wie aus Archivdokumenten hervorgeht. Er stand dem Stil von Giulio Romano nahe.
Er war an der Dekoration des Palazzo Belvedere in Rom und an einem Teil der Fresken im Palazzo Ducale in Mantua beteiligt. Im Jahr 1525 heiratete er Silvia degli Arnolfi Tochter des Giovan Francesco aus Mantua. Von 1534 bis 1541 war Bernardino Campi sein Schüler.
Pietro Facchetti war sein Schüler, bevor er 1580 nach Rom ging.

## Werke (Auswahl)
- Santa Agata, Dom von Mantua, 1552 im Auftrag von Kardinal Ercole Gonzaga ausgeführt;
- Absetzung, Kirche Gervasio und Protasio in Mantua;
- Die Geißelung, in der Basilika Palatina di Santa Barbara in Mantua;
- Die Geißelung, in Palazzo Ducale in Mantua;
- Der Heilige Martin teilt seinen Mantel mit dem Bettler, Kirche von Kirche von San Martino in Mantua.